# Litauens fodboldforbund
Lietuvos Futbolo Federacija (LFF) er Litauens nationale fodboldforbund og dermed det øverste ledelsesorgan for fodbold i landet. Det administrerer de litauiske ligaer og fodboldlandsholdet og har hovedsæde i Vilnius.
LFF blev grundlagt i 1922 og blev medlem af FIFA i 1923, men under den sovjetiske besættelse af landet, blev det opløst. Forbundet blev dog genoprettet i 1992 og fik samme år medlemskab i UEFA.

## Ekstern henvisning
- LFF.lt

| Fodbold | Spire Denne artikel om en fodboldorganisation er en spire som bør udbygges. Du er velkommen til at hjælpe Wikipedia ved at udvide den. |